# Baralipton cheworum
Baralipton cheworum là một loài bọ cánh cứng trong họ Cerambycidae.